# Voyage sans espoir
Pour plus de détails, voir Fiche technique et Distribution.
Voyage sans espoir est un film français réalisé par Christian-Jaque, sorti en 1943.

## Synopsis
En 1943 en France occupée, tout juste évadé de prison, Gohelle (Paul Bernard) fait la rencontre dans le train d’un certain Alain Ginestier (Jean Marais), visiblement fortuné. Gohelle qui cherche à quitter le pays, trouve le cargo qu’il lui faut, mais le capitaine (Lucien Coëdel) l'avertit que son équipage exige en échange une forte somme. Gohelle a alors l'idée de demander à sa charmante maîtresse, chanteuse dans une boîte de nuit, Marie-Ange (Simone Renant) de charmer Alain, ce pigeon idéal à plumer. Mais la franchise et la fraîcheur d'Alain séduisent Marie-Ange qui va tomber dans son propre piège : la belle s'éprend de sa riche victime. 
C’est alors qu’Alain lui déclare qu’il n’est qu’un simple caissier d’une banque et qu’il a volé l’argent qu’il possède. Affreusement déçue d'apprendre la vérité, elle réussit à convaincre le garçon de restituer son vol avant de quitter ensemble la France, vers un ailleurs impossible. En effet Gohelle, devinant ses projets et après avoir liquidé le capitaine du cargo, blesse mortellement la jeune femme sur le quai de la gare avant de tomber entre les mains des policiers et des inspecteurs Sorbier et Chapelain (Louis Salou et Jean Brochard).
Marie-Ange promet de rejoindre Alain qui se sauve, sans savoir qu’il a perdu son bel amour pour toujours. 

## Fiche technique
- Titre : Voyage sans espoir
- Réalisation : Christian-Jaque
- Scénario : Pierre Mac Orlan et Christian-Jaque
- Adaptation : Christian-Jaque et Marc-Gilbert Sauvajon
- Dialogues : Marc-Gilbert Sauvajon
- Décors : Robert Gys
- Photographie : Robert Lefebvre
- Son : Jacques Carrère, Jacques Lebreton
- Montage : Jacques Desagneaux
- Musique : Marius-Paul Guillot et Jean Marion
- Directeur de production : Édouard Lepage
- Production : Roger Richebé
- Société de production : Les Films Roger Richebé, Les Films du Jeudi
- Pays d'origine :  France
- Format : Noir et blanc - 1,37:1 - Mono - 35 mm
- Genre : Film dramatique
- Date de sortie : France - 15 décembre 1943

## Distribution
- Simone Renant : Marie-Ange
- Jean Marais : Alain Ginestier
- Paul Bernard : Pierre Gohelle
- Lucien Coëdel : Philippe Dejanin
- Louis Salou : l'inspecteur-chef Sorbier
- Jean Brochard : l'inspecteur Chapelain
- Ky-Duyen : Li-Frang
- Marcel Maupi : le barman
- Clary Monthal : Laura, l'habilleuse
- Frédéric Mariotti : un membre de l'équipage
- Léon Larive : un membre de l'équipage
- Jean Clarieux : un membre de l'équipage
- Albert Michel : un membre de l'équipage
- Michel Piccoli : danseur

## Autour du film
D’abord, il s’agit d’un remake du film Les Amours de minuit réalisé en 1930 par Augusto Genina. Ensuite, selon Jacques Siclier, le romancier Pierre Mac Orlan a travaillé à cette nouvelle version du Voyage sans espoir en introduisant des touches du « fantastique social » qui imprégnait déjà son autre roman Le Quai des brumes  dont Marcel Carné a réalisé en 1938 le film homonyme en inventant le genre cinématographique des années trente : le Réalisme poétique.
Même si on peut trouver des ressemblances entre le personnage de Marie-Ange (Simone Renant), vêtue d’un ciré noir, du film de Christian-Jacque et celui de Nelly (Michèle Morgan) du film de Carné, il faut remarquer que Christian-Jaque ne cherche pas à reproduire Carné car Marie-Ange et Alain s'aiment d'un amour condamné. Ils n’ont aucune chance de s'en sortir : on est en 1943, et le réalisme dépressif d'avant-guerre joue les prolongations sous le régime Pétainiste de Vichy... Christian-Jaque fait de son film un Quai des Brumes inversé. Le destin des couples (Gabin-Morgan et Renant-Marais) fonctionne en quelque sorte à l’envers. 